# Leichtathletik-U23-Europameisterschaften 1999
Die 2. Leichtathletik-U23-Europameisterschaften wurden vom 29. Juli bis 1. August 1999 im Ullevi-Stadion in der schwedischen Stadt Göteborg abgehalten.

## Teilnehmer
Aus 43 Ländern nahmen 766 Athleten (443 männliche, 323 weibliche) teil.

## Ergebnisse

### Frauen

#### 100 m
| Platz | Athletin          | Land | Zeit (s)      |
| ----- | ----------------- | ---- | ------------- |
| 1     | Manuela Levorato  | ITA  | 11,26         |
| 2     | Olena Pastushenko | UKR  | 11,39         |
| 3     | Kim Gevaert       | BEL  | 11,39         |
| 4     | Marion Wagner     | GER  | 11,48         |
| 5     | Doris Deruel      | FRA  | 11,49         |
| 6     | Nadine Mahobah    | FRA  | 11,55         |
| 7     | Irena Sznajder    | POL  | 11,61         |
| 8     | Marina Kislowa    | RUS  | 11,65         |
| …     |                   |      |               |
| …     | Alice Reuss       | GER  | 11,63 Qualif. |

Finale: 30. Juli
Wind: −0,2 m/s

#### 200 m
| Platz | Athletin          | Land | Zeit (s) |
| ----- | ----------------- | ---- | -------- |
| 1     | Manuela Levorato  | ITA  | 22,68    |
| 2     | Muriel Hurtis     | FRA  | 22,85    |
| 3     | Sabrina Mulrain   | GER  | 22,85    |
| 4     | Esther Möller     | GER  | 23,06    |
| 5     | Kim Gevaert       | BEL  | 23,08    |
| 6     | Fabé Dia          | FRA  | 23,20    |
| 7     | Olena Pastushenko | UKR  | 23,23    |
| 8     | Vukosava Đapić    | YUG  | 23,84    |

Finale: 31. Juli
Wind: −0,5 m/s

#### 400 m
| Platz | Athletin           | Land | Zeit (s)    |
| ----- | ------------------ | ---- | ----------- |
| 1     | Otilia Ruicu       | ROM  | 51,93       |
| 2     | Jitka Burianová    | CZE  | 52,01       |
| 3     | Grażyna Prokopek   | POL  | 52,28       |
| 4     | Claudia Marx       | GER  | 52,46       |
| 5     | Andreea Burlacu    | ROM  | 52,53       |
| 6     | Kristina Perica    | CRO  | 53,00       |
| 7     | Nicole Marahrens   | GER  | 53,20       |
| 8     | Zwetelina Kirilowa | BUL  | 53,26       |
| …     |                    |      |             |
| …     | Alice Reuss        | GER  | DNF Qualif. |

Finale: 31. Juli

#### 800 m
| Platz | Athletin             | Land | Zeit (min) |
| ----- | -------------------- | ---- | ---------- |
| 1     | Claudia Gesell       | GER  | 2:03,05    |
| 2     | Irina Krakoviak      | LTU  | 2:04,08    |
| 3     | Laetitia Valdonado   | FRA  | 2:04,20    |
| 4     | Ivonne Teichmann     | GER  | 2:04,36    |
| 5     | Nédia Semedo         | POR  | 2:04,81    |
| 6     | Aleksandra Dereń     | POL  | 2:05,55    |
| 7     | Irina Mistjukewitsch | RUS  | 2:06,11    |
| 8     | Yuliya Kumpan        | UKR  | 2:07,14    |

Finale: 1. August

#### 1500 m
| Platz | Athletin             | Land | Zeit (min) |
| ----- | -------------------- | ---- | ---------- |
| 1     | Lidia Chojecka       | POL  | 4:07,86    |
| 2     | Jelena Sadoroschnaja | RUS  | 4:09,03    |
| 3     | Anca Safta           | ROM  | 4:09,78    |
| 4     | Natalia Rodríguez    | SPA  | 4:10,65    |
| 5     | Alesya Turova        | BLR  | 4:13,79    |
| 6     | Cristina Valcarcel   | SPA  | 4:13,93    |
| 7     | Maria Cioncan        | ROM  | 4:14,00    |
| 8     | Rocío Rodríguez      | SPA  | 4:15,61    |
| …     |                      |      |            |
| …     | Kathleen Friedrich   | GER  | DNF        |

Finale: 31. Juli

#### 5000 m
| Platz | Athletin             | Land | Zeit (min) |
| ----- | -------------------- | ---- | ---------- |
| 1     | Katalin Szentgyörgyi | HUN  | 15:18,80   |
| 2     | Cristina Iloc        | ROM  | 15:22,64   |
| 3     | Olivera Jevtić       | YUG  | 15:24,83   |
| 4     | Mónica Rosa          | POR  | 15:43,22   |
| 5     | Ionela Bungardean    | ROM  | 15:45,15   |
| 6     | Sylvia Nußbeck       | GER  | 15:49,99   |
| 7     | Rosaria Console      | ITA  | 15:51,35   |
| 8     | Susanne Wigene       | NOR  | 15:56,03   |
| …     |                      |      |            |
| 12    | Melanie Schulz       | GER  | 16:14,32   |

31. Juli

#### 10.000 m
| Platz | Athletin            | Land | Zeit (min) |
| ----- | ------------------- | ---- | ---------- |
| 1     | Olivera Jevtić      | YUG  | 32:37,59   |
| 2     | Rosaria Console     | ITA  | 33:05,77   |
| 3     | Patricia Arribas    | SPA  | 33:23,01   |
| 4     | Catherine Lallemand | BEL  | 33:27,90   |
| 5     | Živilė Balčiūnaitė  | LTU  | 33:47,13   |
| 6     | Ileana Dorca        | ROM  | 33:48,22   |
| 7     | Manoli Domínguez    | SPA  | 34:09,80   |
| 8     | Sandra Hervas       | POL  | 34:12,95   |

30. Juli

#### 20 km Gehen
| Platz | Athletin            | Land | Zeit (h) |
| ----- | ------------------- | ---- | -------- |
| 1     | Claudia Iovan       | ROM  | 1:33:17  |
| 2     | Lyudmila Dedekina   | RUS  | 1:34:02  |
| 3     | Melanie Seeger      | GER  | 1:34:17  |
| 4     | Vanessa Espinosa    | SPA  | 1:34:38  |
| 5     | Lisa Barbieri       | ITA  | 1:35:32  |
| 6     | Monica Svensson     | SWE  | 1:37:07  |
| 7     | Elin Loftesnes      | NOR  | 1:40:51  |
| 8     | Irina Kovalchuk     | UKR  | 1:41:00  |
| 9     | Magdalena Jacobsson | SWE  | 1:45:13  |
| 10    | Gabriele Herold     | GER  | 1:46:09  |

31. Juli

#### 100 m Hürden
| Platz | Athletin           | Land | Zeit (s)      |
| ----- | ------------------ | ---- | ------------- |
| 1     | Agnieszka Karaczun | POL  | 13,32         |
| 2     | Julie Pratt        | GBR  | 13,40         |
| 3     | Eva Miklos         | ROM  | 13,40         |
| 4     | Tessy Prediger     | GER  | 13,43         |
| 5     | Juliane Sprenger   | GER  | 13,46         |
| 6     | Urška Beti         | SLO  | 13,52         |
| 7     | Hanna Korell       | FIN  | 13,63         |
| 8     | Johanna Halkoaho   | FIN  | 13,75         |
| …     |                    |      |               |
| …     | Nadia Weber        | SUI  | 13,76 Qualif. |

Finale: 1. August
Wind: −0,4 m/s

#### 400 m Hürden
| Platz | Athletin            | Land | Zeit (s) |
| ----- | ------------------- | ---- | -------- |
| 1     | Tasha Danvers       | GBR  | 56,00    |
| 2     | Ulrike Urbansky     | GER  | 56,08    |
| 3     | Anika Ahrens        | GER  | 57,34    |
| 4     | Irina Yemelyanova   | RUS  | 57,36    |
| 5     | Cindy Éga           | FRA  | 57,93    |
| 6     | Nadja Petersen      | SWE  | 58,49    |
| 7     | Aleksandra Pielużek | POL  | 58,95    |
| 8     | Olivia Abderrhamane | FRA  | 59,75    |

Finale: 30. Juli

#### 4 × 100 m Staffel
| Platz | Land                   | Athletinnen                                                           | Zeit (s) |
| ----- | ---------------------- | --------------------------------------------------------------------- | -------- |
| 1     | Frankreich             | Nadine Mahobah Muriel Hurtis Fabé Dia Doris Deruel                    | 43,39    |
| 2     | Deutschland            | Alice Reuss Marion Wagner Esther Möller Sabrina Mulrain               | 43,53    |
| 3     | Polen                  | Monika Długa Irena Sznajder Agnieszka Rysiukiewicz Magdalena Haszczyc | 44,47    |
| 4     | Vereinigtes Königreich | Laura Seston Melanie Purkiss Samantha Davies Susan Williams           | 44,55    |
| 5     | Spanien                | Laura Antón Elena Córcoles Cristina Sanz Cristina Calvo               | 44,86    |
| 6     | Schweden               | Linda Skoglund Veronica Fransson Karin Jönsson Annika Amundin         | 45,28    |
| 7     | Ungarn                 | Kinga Wéber Enikő Szabó Renáta Balazsic Barbara Petráhn               | 45,47    |

Finale: 1. August

#### 4 × 400 m Staffel
| Platz | Land                   | Athletinnen                                                                  | Zeit (min) |
| ----- | ---------------------- | ---------------------------------------------------------------------------- | ---------- |
| 1     | Russland               | Tatjana Lewina Irina Yemelyanova Marina Grishakova Swetlana Pospelowa        | 3:29,04    |
| 2     | Deutschland            | Nicole Marahrens Anika Ahrens Ulrike Urbansky Claudia Marx                   | 3:29,37    |
| 3     | Rumänien               | Nataliya Zhuravlyova Natalija Sydorenko Julija Hurtovenko Antonina Jefremowa | 3:31,71    |
| 4     | Russland               | Aleksandra Pielużek Aleksandra Dereń Anna Olichwierczuk Grażyna Prokopek     | 3:33,28    |
| 5     | Tschechien             | Martina Morawska Petra Sedláková Klára Dubská Jitka Burianová                | 3:33,56    |
| 6     | Frankreich             | Olivia Abderrhamane Katiana René Sylvanie Morandais Cindy Éga                | 3:33,59    |
| 7     | Schweden               | Beatrice Dahlgren Nadja Petersen Carolina Nylén Andrea Geurtsen              | 3:35,73    |
|       | Vereinigtes Königreich | Louretta Thorne Emma Davies Lesley Owusu Tasha Danvers                       | DNF        |

Finale: 1. August

#### Hochsprung
| Platz | Athletin           | Land | Höhe (m)     |
| ----- | ------------------ | ---- | ------------ |
| 1     | Swetlana Lapina    | RUS  | 1,98         |
| 2     | Amewu Mensah       | GER  | 1,93         |
| 3     | Linda Horvath      | AUT  | 1,93         |
| 4     | Nevena Lenđel      | CRO  | 1,91         |
| 5     | Dóra Győrffy       | HUN  | 1,88         |
| 6     | Vita Palamar       | UKR  | 1,85         |
| 6     | Stefania Cadamuro  | ITA  | 1,85         |
| 6     | Agnieszka Giedrojć | POL  | 1,85         |
| …     |                    |      |              |
| 15    | Daniela Rath       | GER  | 1,76 Qualif. |
| 15    | Elena Herzenberg   | GER  | 1,76 Qualif. |

Finale: 1. August

#### Stabhochsprung
| Platz | Athletin              | Land | Höhe (m) |
| ----- | --------------------- | ---- | -------- |
| 1     | Vala Flosadóttir      | ISL  | 4,30     |
| 2     | Anastasija Ryschich   | GER  | 4,25     |
| 3     | Dana Cervantes        | SPA  | 4,15     |
| 4     | Katalin Donáth        | HUN  | 4,15     |
| 5     | Þórey Edda Elísdóttir | ISL  | 4,15     |
| 6     | Aurore Pignot         | FRA  | 4,00     |
| 7     | Marie Poissonnier     | FRA  | 3,85     |
| 7     | Pavla Hamáčková       | CZE  | 3,85     |

Finale: 31. Juli

#### Weitsprung
| Platz | Athletin            | Land | Weite (m) |
| ----- | ------------------- | ---- | --------- |
| 1     | Aurélie Félix       | FRA  | 6,85      |
| 2     | Inga Leiwesmeier    | GER  | 6,64      |
| 3     | Eva Miklos          | ROM  | 6,51      |
| 4     | Cristina Nicolau    | ROM  | 6,50      |
| 5     | Laura Gatto         | ITA  | 6,40      |
| 6     | Sarah Gautreau      | FRA  | 6,28      |
| 7     | Magdalena Khristova | BUL  | 6,25      |
| 8     | Yuliya Akulenko     | UKR  | 6,23      |

Finale: 30. Juli

#### Dreisprung
| Platz | Athletin          | Land | Weite (m) |
| ----- | ----------------- | ---- | --------- |
| 1     | Cristina Nicolau  | ROM  | 14,70     |
| 2     | Oksana Rogova     | RUS  | 14,65     |
| 3     | Adelina Gavrilă   | ROM  | 14,37     |
| 4     | Anja Valant       | SLO  | 14,29     |
| 5     | Eva Doležalová    | CZE  | 14,19     |
| 6     | Irina Vasilyeva   | RUS  | 13,65     |
| 7     | Cosmina Boaja     | ROM  | 13,59     |
| 8     | Marija Martinović | YUG  | 13,14     |

Finale: 1. August

#### Kugelstoßen
| Platz | Athletin         | Land | Weite (m) |
| ----- | ---------------- | ---- | --------- |
| 1     | Yelena Ivanenko  | BLR  | 17,27     |
| 2     | Nadine Beckel    | GER  | 17,15     |
| 3     | Assunta Legnante | ITA  | 16,53     |
| 4     | Nadine Banse     | GER  | 16,52     |
| 5     | Lucica Ciobanu   | ROM  | 16,51     |
| 6     | Alina Frunza     | ROM  | 16,18     |
| 7     | Anca Vîlceanu    | ROM  | 15,92     |
| 8     | Claudia Venghaus | GER  | 15,83     |

Finale: 30. Juli

#### Diskuswurf
| Platz | Athletin             | Land | Weite (m) |
| ----- | -------------------- | ---- | --------- |
| 1     | Lăcrămioara Ionescu  | ROM  | 58,24     |
| 2     | Nadine Beckel        | GER  | 57,75     |
| 3     | Věra Pospíšilová     | CZE  | 56,65     |
| 4     | Philippa Roles       | GBR  | 55,37     |
| 5     | Lyudmila Rublevskaya | RUS  | 54,96     |
| 6     | Anita Hietalahti     | FIN  | 54,87     |
| 7     | Ileana Brindusoiu    | ROM  | 54,31     |
| 8     | Katja Tenhonen       | FIN  | 52,95     |

Finale: 29. Juli

#### Hammerwurf
| Platz | Athletin               | Land | Weite (m) |
| ----- | ---------------------- | ---- | --------- |
| 1     | Florence Ezeh          | FRA  | 64,56     |
| 2     | Kirsten Münchow        | GER  | 63,68     |
| 3     | Manuela Priemer        | GER  | 62,36     |
| 4     | Manuela Montebrun      | FRA  | 61,95     |
| 5     | Ester Balassini        | ITA  | 60,82     |
| 6     | Agnieszka Pogroszewska | POL  | 60,58     |
| 7     | Elizabeth Pidgeon      | GBR  | 60,37     |
| 8     | Cecilia Nilsson        | SWE  | 59,28     |
| 9     | Susanne Keil           | GER  | 56,52     |

Finale: 1. August

#### Speerwurf
| Platz | Athletin             | Land | Weite (m) |
| ----- | -------------------- | ---- | --------- |
| 1     | Susan Mathies        | GER  | 57,64     |
| 2     | Tetjana Ljachowytsch | UKR  | 57,35     |
| 3     | Veera Oksanen        | FIN  | 55,90     |
| 4     | Dana Lehmann         | GER  | 54,92     |
| 5     | Sarah Walter         | FRA  | 54,20     |
| 6     | Zahra Bani           | ITA  | 51,90     |
| 7     | Jana Woytkowska      | GER  | 51,59     |
| 8     | Moonika Aava         | EST  | 50,23     |

Finale: 1. August

#### Siebenkampf
| Platz | Athletin             | Land | Punkte |
| ----- | -------------------- | ---- | ------ |
| 1     | Natalya Roshchupkina | RUS  | 6125   |
| 2     | Jelena Prochorowa    | RUS  | 6011   |
| 3     | Sonja Kesselschläger | GER  | 5832   |
| 4     | Susanna Rajamäki     | FIN  | 5745   |
| 5     | Nicola Gautier       | GBR  | 5685   |
| 6     | Austra Skujytė       | LIT  | 5613   |
| 7     | Tia Hellebaut        | BEL  | 5548   |
| 8     | Šárka Beránková      | CZE  | 5540   |

31. Juli/1. August

### Männer

#### 100 m
| Platz | Athlet             | Land | Zeit (s)         |
| ----- | ------------------ | ---- | ---------------- |
| 1     | Hristoforos Hoidis | GRE  | 10,19            |
| 2     | Marcin Nowak       | POL  | 10,28            |
|       | Christian Malcolm  | GBR  | 10,28            |
| 4     | John Ertzgaard     | NOR  | 10,29            |
| 5     | Jérôme Éyana       | FRA  | 10,41            |
| 6     | Frédéric Krantz    | FRA  | 10,46            |
| 7     | Adam Forgheim      | POL  | 10,47            |
| 8     | David Patros       | FRA  | 10,55            |
| …     |                    |      |                  |
| …     | Alexander Kosenkow | GER  | 10,60 Semifinale |

Finale: 30. Juli
Wind: +2,8 m/s

#### 200 m
| Platz | Athlet                | Land | Zeit (s)         |
| ----- | --------------------- | ---- | ---------------- |
| 1     | John Ertzgaard        | NOR  | 20,47            |
| 2     | Christian Malcolm     | GBR  | 20,47            |
| 3     | Stefan Holz           | GER  | 20,69            |
| 4     | Anastasios Poulioglou | GRE  | 20,83            |
| 5     | John Stewart          | GBR  | 20,84            |
| 6     | Frédéric Krantz       | FRA  | 20,90            |
| 7     | Christos Magos        | GRE  | 20,94            |
| 8     | Graham Beasley        | GBR  | 21,21            |
| …     |                       |      |                  |
| …     | Aldo Tonazzi          | SUI  | 21,46 Semifinale |
| …     | Thomas Scheidl        | AUT  | 21,90 Qualif.    |

Finale: 31. Juli
Wind: −0,6 m/s

#### 400 m
| Platz | Athlet             | Land | Zeit (s)         |
| ----- | ------------------ | ---- | ---------------- |
| 1     | Piotr Haczek       | POL  | 45,78            |
| 2     | Zsolt Szeglet      | HUN  | 46,09            |
| 3     | Marc Raquil        | FRA  | 46,18            |
| 4     | Geoff Dearman      | GBR  | 46,49            |
| 5     | David Canal        | SPA  | 46,57            |
| 6     | Marcel Lopuchovský | SVK  | 46,62            |
| 7     | Maik Liebe         | GER  | 47,08            |
| 8     | Jimisola Laursen   | SWE  | 47,15            |
| …     |                    |      |                  |
| …     | Sebastian Debnar   | GER  | 47,41 Semifinale |
| …     | Marcel Knospe      | GER  | 47,29 Qualif.    |

Finale: 31. Juli

#### 800 m
| Platz | Athlet            | Land | Zeit (min)      |
| ----- | ----------------- | ---- | --------------- |
| 1     | Nils Schumann     | GER  | 1:45,21         |
| 2     | James Nolan       | IRL  | 1:46,94         |
| 3     | Paweł Czapiewski  | POL  | 1:46,98         |
| 4     | Roman Oravec      | CZE  | 1:47,02         |
| 5     | João Pires        | POR  | 1:47,83         |
| 6     | Viktors Lācis     | LAT  | 1:48,33         |
| 7     | Pavel Pelepyagin  | BLR  | 1:51,15         |
| 8     | Rickard Pell      | SWE  | 1:55,69         |
| …     |                   |      |                 |
| …     | Tobias Dertmann   | GER  | 1:48,53 Qualif. |
| …     | Roman Wächter     | SUI  | 1:49,39 Qualif. |
| …     | Steve Gurnham     | SUI  | 1:49,74 Qualif. |
| …     | René Breitenstein | GER  | 1:57,63 Qualif. |

Finale: 1. August

#### 1500 m
| Platz | Athlet           | Land | Zeit (min)      |
| ----- | ---------------- | ---- | --------------- |
| 1     | Rui Silva        | POR  | 3:44,29         |
| 2     | Gert-Jan Liefers | NED  | 3:44,60         |
| 3     | Mehdi Baala      | FRA  | 3:45,41         |
| 4     | Iwan Heschko     | UKR  | 3:45,94         |
| 5     | Jan Fitschen     | GER  | 3:45,99         |
| 6     | Manuel Damião    | POR  | 3:46,61         |
| 7     | Gareth Turnbull  | IRL  | 3:46,79         |
| 8     | Yacin Yusuf      | GBR  | 3:46,87         |
| …     |                  |      |                 |
| …     | Lars Kelpien     | GER  | 3:50,41 Qualif. |

Finale: 31. Juli

#### 5000 m
| Platz | Athlet             | Land | Zeit (min) |
| ----- | ------------------ | ---- | ---------- |
| 1     | Yousef El Nasri    | SPA  | 13:30,48   |
| 2     | Marius Bakken      | NOR  | 13:31,53   |
| 3     | Marco Mazza        | ITA  | 13:47,17   |
| 4     | Janne Holmén       | FIN  | 13:53,12   |
| 5     | Sebastian Hallmann | GER  | 13:56,87   |
| 6     | Sam Haughian       | GBR  | 13:57,51   |
| 7     | Adrian Maghiar     | ROM  | 13:59,48   |
| 8     | Dmytro Baranovskyi | UKR  | 13:59,55   |
| …     |                    |      |            |
| 12    | Mario Kröckert     | GER  | 14:19,68   |
| 13    | Alexander Lubina   | GER  | 14:21,22   |

1. August

#### 10.000 m
| Platz | Athlet             | Land | Zeit (min) |
| ----- | ------------------ | ---- | ---------- |
| 1     | Marco Mazza        | ITA  | 28:39,29   |
| 2     | Janne Holmén       | FIN  | 28:40,87   |
| 3     | Ovidiu Tat         | ROM  | 29:26,31   |
| 4     | Dmytro Baranovskyi | UKR  | 29:28,68   |
| 5     | Mustafa Mohamed    | SWE  | 29:31,67   |
| 6     | Roger Roca         | SPA  | 29:43,28   |
| 7     | Oliver Dietz       | GER  | 29:47,92   |
| 8     | Pau Roig           | SPA  | 29:56,87   |
| …     |                    |      |            |
|       | Wolfgang Giern     | GER  | DNF        |
|       | Christian Pflügl   | AUT  | DNF        |

29. Juli

#### 20 km Gehen
| Platz | Athlet             | Land | Zeit (h) |
| ----- | ------------------ | ---- | -------- |
| 1     | David Márquez      | SPA  | 1:23:42  |
| 2     | Semyon Lovkin      | RUS  | 1:24:04  |
| 3     | Alfio Corsaro      | ITA  | 1:24:25  |
| 4     | Juan Manuel Molina | SPA  | 1:25:34  |
| 5     | José Silva         | SPA  | 1:26:26  |
| 6     | Maik Berger        | GER  | 1:27:17  |
| 7     | Franck Delree      | FRA  | 1:28:37  |
| 8     | Pavel Nikolayev    | RUS  | 1:29:12  |
| 9     | Markus Hackbusch   | GER  | 1:29:43  |
| …     |                    |      |          |
| 12    | André Höhne        | GER  | 1:31:38  |

31. Juli

#### 110 m Hürden
| Platz | Athlet              | Land | Zeit (s)    |
| ----- | ------------------- | ---- | ----------- |
| 1     | Tomasz Ścigaczewski | POL  | 13,36       |
| 2     | Staņislavs Olijars  | LAT  | 13,55       |
| 3     | Jan Schindzielorz   | GER  | 13,71       |
| 4     | Balázs Kovács       | HUN  | 13,82       |
| 5     | Damien Greaves      | GBR  | 13,87       |
| 6     | Eric Ciolfi         | FRA  | 13,89       |
| 7     | Rui Palma           | POR  | 14,11       |
|       | Marcin Kuśzewski    | POL  | DQ          |
| …     |                     |      |             |
| …     | Jérôme Crews        | GER  | DNF Qualif. |

Finale: 1. August
 Wind: +0,4 m/s

#### 400 m Hürden
| Platz | Athlet                 | Land | Zeit (s)      |
| ----- | ---------------------- | ---- | ------------- |
| 1     | Thomas Goller          | GER  | 49,67         |
| 2     | Boris Gorban           | RUS  | 49,94         |
| 3     | Periklis Iakovakis     | GRE  | 49,97         |
| 4     | Lambros Zervakos       | GRE  | 50,48         |
| 5     | Tomasz Rudnik          | POL  | 50,63         |
| 6     | Eduardo Iván Rodríguez | SPA  | 50,67         |
| 7     | Brian Liddy            | IRL  | 50,76         |
| 8     | Matthew Elias          | GBR  | 52,39         |
| …     |                        |      |               |
| …     | Cédric El-Idrissi      | SUI  | 53,12 Qualif. |

Finale: 30. Juli

#### 3000 m Hindernis
| Platz | Athlet                | Land | Zeit (min) |
| ----- | --------------------- | ---- | ---------- |
| 1     | Günther Weidlinger    | AUT  | 8:30,34    |
| 2     | Gaël Pencreach        | FRA  | 8:35,60    |
| 3     | Antonio David Jiménez | SPA  | 8:37,29    |
| 4     | Roman Usov            | RUS  | 8:39,25    |
| 5     | Antonio Álvarez       | SPA  | 8:40,66    |
| 6     | Quentin Jarmuszewicz  | FRA  | 8:41,04    |
| 7     | Filmon Ghirmai        | GER  | 8:42,87    |
| 8     | Yuriy Gichun          | UKR  | 8:43,11    |
| 9     | Ralf Assmus           | GER  | 8:47,59    |

Finale: 31. Juli

#### 4 × 100 m Staffel
| Platz | Land                   | Athleten                                                                       | Zeit (s) |
| ----- | ---------------------- | ------------------------------------------------------------------------------ | -------- |
| 1     | Vereinigtes Königreich | Christian Malcolm Jamie Henthorn John Stewart Mark Findlay                     | 38,96    |
| 2     | Frankreich             | Jérôme Éyana Frédéric Krantz Cédric Gold Daig David Patros                     | 39,14    |
| 3     | Deutschland            | Alexander Kosenkow Stefan Holz Michael Schäfer Falk Schrader                   | 39,69    |
| 4     | Ungarn                 | Balázs Kovács László Babály Attila Kilvinger Attila Farkas                     | 39,73    |
| 5     | Spanien                | Ion Gutiérrez Israel Nuñez Orkatz Beitia José Illán                            | 39,78    |
| 6     | Italien                | Luca Verdecchia Massimiliano Donati Michele Paggi Francesco Scuderi            | 39,80    |
| 7     | Schweden               | Niclas Bronström Lenny Martinez Mikael Ahl Christofer Ohlsson                  | 39,93    |
| 8     | Griechenland           | Aristotelis Gavelas Anastasios Poulioglou Anastasios Gousis Hristoforos Hoidis | 39,98    |

Finale: 1. August

#### 4 × 400 m Staffel
| Platz | Land                   | Athleten                                                             | Zeit (min) |
| ----- | ---------------------- | -------------------------------------------------------------------- | ---------- |
| 1     | Deutschland            | Sebastian Debnar Thomas Goller Nils Schumann Stefan Holz             | 3:02,96    |
| 2     | Polen                  | Michał Węglarski Piotr Długosielski Mariusz Bizoń Piotr Haczek       | 3:03,22    |
| 3     | Vereinigtes Königreich | Geoff Dearman Matthew Elias Peter Brend David Naismith               | 3:03,58    |
| 4     | Frankreich             | Dimitri Demonière Loïc Lerouge Laurent Jakiel Marc Raquil            | 3:04,15    |
| 5     | Spanien                | Eduardo Iván Rodríguez Luis Flores Adrián Fernández Pablo Vallejo    | 3:06,33    |
| 6     | Griechenland           | Lambros Zervakos Anastasios Gousis Ioannis Lessis Periklis Iakovakis | 3:06,81    |
| 7     | Irland                 | Paul Opperman Paul McKee Darren Hough Brian Liddy                    | 3:07,26    |
| 8     | Italien                | Luca Mariani Edoardo Vallet Alessandro Giorgi Andrea Barberi         | 3:09,33    |

Finale: 1. August

#### Hochsprung
| Platz | Athlet             | Land | Höhe (m) |
| ----- | ------------------ | ---- | -------- |
| 1     | Ben Challenger     | GBR  | 2,30     |
| 2     | Andrij Sokolowskyj | UKR  | 2,28     |
| 3     | Javier Bermejo     | SPA  | 2,22     |
| 4     | Daniel Graham      | GBR  | 2,18     |
| 5     | Roman Fricke       | GER  | 2,18     |
| 5     | Henads Maros       | BLR  | 2,18     |
| 7     | Dawid Jaworski     | POL  | 2,18     |
| 7     | Radovan Mišík      | SVK  | 2,18     |

Finale: 31. Juli

#### Stabhochsprung
| Platz | Athlet              | Land | Weite (m) |
| ----- | ------------------- | ---- | --------- |
| 1     | Romain Mesnil       | FRA  | 5,93      |
| 2     | Lars Börgeling      | GER  | 5,80      |
| 3     | Vasiliy Gorshkov    | RUS  | 5,60      |
| 4     | Richard Spiegelburg | GER  | 5,60      |
| 5     | Danny Ecker         | GER  | 5,50      |
| 5     | Rens Blom           | NED  | 5,50      |
| 5     | Nicolas Jolivet     | FRA  | 5,50      |
| 8     | Štěpán Janáček      | CZE  | 5,50      |

Finale: 1. August

#### Weitsprung
| Platz | Athlet               | Land | Weite (m) |
| ----- | -------------------- | ---- | --------- |
| 1     | Yago Lamela          | SPA  | 8,36      |
| 2     | Witali Schkurlatow   | RUS  | 8,02      |
| 3     | Nathan Morgan        | GBR  | 7,99      |
| 4     | Grzegorz Marciniszyn | POL  | 7,97      |
| 5     | Ranko Leskovar       | SLO  | 7,90      |
| 6     | Niklas Rorarius      | FIN  | 7,84      |
| 7     | Daniil Burkenja      | RUS  | 7,81      |
| 8     | Yann Domenech        | FRA  | 7,72      |

Finale: 1. August

#### Dreisprung
| Platz | Athlet         | Land | Weite (m) |
| ----- | -------------- | ---- | --------- |
| 1     | Ionuț Pungă    | ROM  | 16,73     |
| 2     | Colomba Fofana | FRA  | 16,57     |
| 3     | Vasil Gergov   | BUL  | 16,53     |
| 4     | Ambrus Szabó   | HUN  | 16,41     |
| 5     | Phillips Idowu | GBR  | 16,39     |
| 6     | Ivaylo Rusenov | BUL  | 16,34     |
| 7     | Arnis Filet    | FRA  | 16,26     |
| 8     | Thomas Moede   | GER  | 16,15     |

Finale: 30. Juli

#### Kugelstoßen
| Platz | Athlet            | Land | Weite (m) |
| ----- | ----------------- | ---- | --------- |
| 1     | Mikuláš Konopka   | SVK  | 19,60     |
| 2     | Joachim Olsen     | DEN  | 19,50     |
| 3     | Jarkko Haukijärvi | FIN  | 19,15     |
| 4     | Jimmy Nordin      | SWE  | 19,08     |
| 5     | Vaios Tiggas      | GRE  | 18,72     |
| 6     | Ralf Bartels      | GER  | 18,53     |
| 7     | Petr Stehlík      | CZE  | 18,36     |
| 8     | Carl Myerscough   | GBR  | 18,09     |

Finale: 29. Juli

#### Diskuswurf
| Platz | Athlet                 | Land | Weite (m) |
| ----- | ---------------------- | ---- | --------- |
| 1     | Aliaksandr Malashevich | BLR  | 63,78     |
| 2     | Roland Varga           | HUN  | 61,99     |
| 3     | Mario Pestano          | SPA  | 61,73     |
| 4     | Gábor Máté             | HUN  | 61,26     |
| 5     | Petri Hakala           | FIN} | 59,26     |
| 6     | Zoltán Kővágó          | HUN  | 58,51     |
| 7     | Emeka Udechuku         | GBR  | 57,87     |
| 8     | Patrick Stang          | GER  | 57,85     |
| 9     | Jörg Schulte           | GER  | 55,38     |

Finale: 1. August

#### Hammerwurf
| Platz | Athlet              | Land | Weite (m) |
| ----- | ------------------- | ---- | --------- |
| 1     | Wladyslaw Piskunow  | UKR  | 76,26     |
| 2     | András Haklits      | CRO  | 73,73     |
| 3     | Maciej Pałyszko     | POL  | 73,50     |
| 4     | Wadsim Dsewjatouski | BLR  | 73,34     |
| 5     | Libor Charfreitag   | SVK  | 72,82     |
| 6     | Mikko Dannbäck      | FIN  | 71,67     |
| 7     | Alexei Sagorny      | RUS  | 71,33     |
| 8     | Patric Suter        | SUI  | 70,18     |

Finale: 30. Juli

#### Speerwurf
| Platz | Athlet             | Land | Weite (m) |
| ----- | ------------------ | ---- | --------- |
| 1     | Harri Haatainen    | FIN  | 83,02     |
| 2     | Ville Räsänen      | FIN  | 78,36     |
| 3     | Mark Frank         | GER  | 77,62     |
| 4     | Manuel Nau         | GER  | 76,12     |
| 5     | Kęstutis Celiešius | LTU  | 74,67     |
| 6     | Christian Fusenig  | GER  | 73,96     |
| 7     | Pavel Stasyuk      | BLR  | 72,47     |
| 8     | Teemu Pasanen      | FIN  | 72,07     |

Finale: 31. Juli

#### Zehnkampf
| Platz | Athlet            | Land | Punkte |
| ----- | ----------------- | ---- | ------ |
| 1     | Attila Zsivoczky  | HUN  | 8379   |
| 2     | Boris Kawohl      | GER  | 7815   |
| 3     | Dmitriy Ivanov    | RUS  | 7787   |
| 4     | Henri Kokkonen    | FIN  | 7759   |
| 5     | Tomáš Komenda     | CZE  | 7556   |
| 6     | Andre Röttger     | GER  | 7555   |
| 7     | Adrian Krebs      | SUI  | 7501   |
| 8     | Jurren Valkenburg | NED  | 7446   |
| 9     | Agustín Capella   | SPA  | 7376   |
| 10    | Sebastian Knabe   | GER  | 7366   |

29./30. Juli

## Medaillenspiegel
| Medaillenspiegel(Endstand nach 43 Entscheidungen) \| Platz \| Land \| Gold \| Silber \| Bronze \| Gesamt \| \| ----- \| ---------------------- \| ---- \| ------ \| ------ \| ------ \| \| 1 \| Deutschland \| 5 \| 11 \| 9 \| 25 \| \| 2 \| Rumänien \| 5 \| 1 \| 4 \| 10 \| \| 3 \| Frankreich \| 4 \| 4 \| 3 \| 11 \| \| 4 \| Polen \| 4 \| 2 \| 4 \| 10 \| \| 5 \| Russland \| 3 \| 7 \| 2 \| 12 \| \| 6 \| Vereinigtes Königreich \| 3 \| 2 \| 3 \| 8 \| \| 7 \| Italien \| 3 \| 1 \| 3 \| 7 \| \| 8 \| Spanien \| 3 \| 0 \| 5 \| 8 \| \| 9 \| Ungarn \| 2 \| 2 \| 2 \| 6 \| \| 10 \| Belarus \| 2 \| 0 \| 0 \| 2 \| \| 11 \| Ukraine \| 1 \| 3 \| 0 \| 4 \| \| 12 \| Finnland \| 1 \| 2 \| 2 \| 5 \| \| 13 \| Norwegen \| 1 \| 1 \| 0 \| 2 \| \| 14 \| Österreich \| 1 \| 0 \| 1 \| 2 \| \| 14 \| Griechenland \| 1 \| 0 \| 1 \| 2 \| \| 14 \| BR Jugoslawien \| 1 \| 0 \| 1 \| 2 \| \| 17 \| Island \| 1 \| 0 \| 0 \| 1 \| \| 17 \| Portugal \| 1 \| 0 \| 0 \| 1 \| \| 17 \| Slowakei \| 1 \| 0 \| 0 \| 1 \| \| 20 \| Tschechien \| 0 \| 1 \| 1 \| 2 \| \| 21 \| Kroatien \| 0 \| 1 \| 0 \| 1 \| \| 21 \| Dänemark \| 0 \| 1 \| 0 \| 1 \| \| 21 \| Irland \| 0 \| 1 \| 0 \| 1 \| \| 21 \| Lettland \| 0 \| 1 \| 0 \| 1 \| \| 21 \| Litauen \| 0 \| 1 \| 0 \| 1 \| \| 21 \| Niederlande \| 0 \| 1 \| 0 \| 1 \| \| 27 \| Belgien \| 0 \| 0 \| 1 \| 1 \| \| 27 \| Bulgarien \| 0 \| 0 \| 1 \| 1 \| \| 28 \| Gesamtl \| 43 \| 43 \| 43 \| 129 \| | Medaillenspiegel(Endstand nach 43 Entscheidungen) \| Platz \| Land \| Gold \| Silber \| Bronze \| Gesamt \| \| ----- \| ---------------------- \| ---- \| ------ \| ------ \| ------ \| \| 1 \| Deutschland \| 5 \| 11 \| 9 \| 25 \| \| 2 \| Rumänien \| 5 \| 1 \| 4 \| 10 \| \| 3 \| Frankreich \| 4 \| 4 \| 3 \| 11 \| \| 4 \| Polen \| 4 \| 2 \| 4 \| 10 \| \| 5 \| Russland \| 3 \| 7 \| 2 \| 12 \| \| 6 \| Vereinigtes Königreich \| 3 \| 2 \| 3 \| 8 \| \| 7 \| Italien \| 3 \| 1 \| 3 \| 7 \| \| 8 \| Spanien \| 3 \| 0 \| 5 \| 8 \| \| 9 \| Ungarn \| 2 \| 2 \| 2 \| 6 \| \| 10 \| Belarus \| 2 \| 0 \| 0 \| 2 \| \| 11 \| Ukraine \| 1 \| 3 \| 0 \| 4 \| \| 12 \| Finnland \| 1 \| 2 \| 2 \| 5 \| \| 13 \| Norwegen \| 1 \| 1 \| 0 \| 2 \| \| 14 \| Österreich \| 1 \| 0 \| 1 \| 2 \| \| 14 \| Griechenland \| 1 \| 0 \| 1 \| 2 \| \| 14 \| BR Jugoslawien \| 1 \| 0 \| 1 \| 2 \| \| 17 \| Island \| 1 \| 0 \| 0 \| 1 \| \| 17 \| Portugal \| 1 \| 0 \| 0 \| 1 \| \| 17 \| Slowakei \| 1 \| 0 \| 0 \| 1 \| \| 20 \| Tschechien \| 0 \| 1 \| 1 \| 2 \| \| 21 \| Kroatien \| 0 \| 1 \| 0 \| 1 \| \| 21 \| Dänemark \| 0 \| 1 \| 0 \| 1 \| \| 21 \| Irland \| 0 \| 1 \| 0 \| 1 \| \| 21 \| Lettland \| 0 \| 1 \| 0 \| 1 \| \| 21 \| Litauen \| 0 \| 1 \| 0 \| 1 \| \| 21 \| Niederlande \| 0 \| 1 \| 0 \| 1 \| \| 27 \| Belgien \| 0 \| 0 \| 1 \| 1 \| \| 27 \| Bulgarien \| 0 \| 0 \| 1 \| 1 \| \| 28 \| Gesamtl \| 43 \| 43 \| 43 \| 129 \| | Medaillenspiegel(Endstand nach 43 Entscheidungen) \| Platz \| Land \| Gold \| Silber \| Bronze \| Gesamt \| \| ----- \| ---------------------- \| ---- \| ------ \| ------ \| ------ \| \| 1 \| Deutschland \| 5 \| 11 \| 9 \| 25 \| \| 2 \| Rumänien \| 5 \| 1 \| 4 \| 10 \| \| 3 \| Frankreich \| 4 \| 4 \| 3 \| 11 \| \| 4 \| Polen \| 4 \| 2 \| 4 \| 10 \| \| 5 \| Russland \| 3 \| 7 \| 2 \| 12 \| \| 6 \| Vereinigtes Königreich \| 3 \| 2 \| 3 \| 8 \| \| 7 \| Italien \| 3 \| 1 \| 3 \| 7 \| \| 8 \| Spanien \| 3 \| 0 \| 5 \| 8 \| \| 9 \| Ungarn \| 2 \| 2 \| 2 \| 6 \| \| 10 \| Belarus \| 2 \| 0 \| 0 \| 2 \| \| 11 \| Ukraine \| 1 \| 3 \| 0 \| 4 \| \| 12 \| Finnland \| 1 \| 2 \| 2 \| 5 \| \| 13 \| Norwegen \| 1 \| 1 \| 0 \| 2 \| \| 14 \| Österreich \| 1 \| 0 \| 1 \| 2 \| \| 14 \| Griechenland \| 1 \| 0 \| 1 \| 2 \| \| 14 \| BR Jugoslawien \| 1 \| 0 \| 1 \| 2 \| \| 17 \| Island \| 1 \| 0 \| 0 \| 1 \| \| 17 \| Portugal \| 1 \| 0 \| 0 \| 1 \| \| 17 \| Slowakei \| 1 \| 0 \| 0 \| 1 \| \| 20 \| Tschechien \| 0 \| 1 \| 1 \| 2 \| \| 21 \| Kroatien \| 0 \| 1 \| 0 \| 1 \| \| 21 \| Dänemark \| 0 \| 1 \| 0 \| 1 \| \| 21 \| Irland \| 0 \| 1 \| 0 \| 1 \| \| 21 \| Lettland \| 0 \| 1 \| 0 \| 1 \| \| 21 \| Litauen \| 0 \| 1 \| 0 \| 1 \| \| 21 \| Niederlande \| 0 \| 1 \| 0 \| 1 \| \| 27 \| Belgien \| 0 \| 0 \| 1 \| 1 \| \| 27 \| Bulgarien \| 0 \| 0 \| 1 \| 1 \| \| 28 \| Gesamtl \| 43 \| 43 \| 43 \| 129 \| | Medaillenspiegel(Endstand nach 43 Entscheidungen) \| Platz \| Land \| Gold \| Silber \| Bronze \| Gesamt \| \| ----- \| ---------------------- \| ---- \| ------ \| ------ \| ------ \| \| 1 \| Deutschland \| 5 \| 11 \| 9 \| 25 \| \| 2 \| Rumänien \| 5 \| 1 \| 4 \| 10 \| \| 3 \| Frankreich \| 4 \| 4 \| 3 \| 11 \| \| 4 \| Polen \| 4 \| 2 \| 4 \| 10 \| \| 5 \| Russland \| 3 \| 7 \| 2 \| 12 \| \| 6 \| Vereinigtes Königreich \| 3 \| 2 \| 3 \| 8 \| \| 7 \| Italien \| 3 \| 1 \| 3 \| 7 \| \| 8 \| Spanien \| 3 \| 0 \| 5 \| 8 \| \| 9 \| Ungarn \| 2 \| 2 \| 2 \| 6 \| \| 10 \| Belarus \| 2 \| 0 \| 0 \| 2 \| \| 11 \| Ukraine \| 1 \| 3 \| 0 \| 4 \| \| 12 \| Finnland \| 1 \| 2 \| 2 \| 5 \| \| 13 \| Norwegen \| 1 \| 1 \| 0 \| 2 \| \| 14 \| Österreich \| 1 \| 0 \| 1 \| 2 \| \| 14 \| Griechenland \| 1 \| 0 \| 1 \| 2 \| \| 14 \| BR Jugoslawien \| 1 \| 0 \| 1 \| 2 \| \| 17 \| Island \| 1 \| 0 \| 0 \| 1 \| \| 17 \| Portugal \| 1 \| 0 \| 0 \| 1 \| \| 17 \| Slowakei \| 1 \| 0 \| 0 \| 1 \| \| 20 \| Tschechien \| 0 \| 1 \| 1 \| 2 \| \| 21 \| Kroatien \| 0 \| 1 \| 0 \| 1 \| \| 21 \| Dänemark \| 0 \| 1 \| 0 \| 1 \| \| 21 \| Irland \| 0 \| 1 \| 0 \| 1 \| \| 21 \| Lettland \| 0 \| 1 \| 0 \| 1 \| \| 21 \| Litauen \| 0 \| 1 \| 0 \| 1 \| \| 21 \| Niederlande \| 0 \| 1 \| 0 \| 1 \| \| 27 \| Belgien \| 0 \| 0 \| 1 \| 1 \| \| 27 \| Bulgarien \| 0 \| 0 \| 1 \| 1 \| \| 28 \| Gesamtl \| 43 \| 43 \| 43 \| 129 \| | Medaillenspiegel(Endstand nach 43 Entscheidungen) \| Platz \| Land \| Gold \| Silber \| Bronze \| Gesamt \| \| ----- \| ---------------------- \| ---- \| ------ \| ------ \| ------ \| \| 1 \| Deutschland \| 5 \| 11 \| 9 \| 25 \| \| 2 \| Rumänien \| 5 \| 1 \| 4 \| 10 \| \| 3 \| Frankreich \| 4 \| 4 \| 3 \| 11 \| \| 4 \| Polen \| 4 \| 2 \| 4 \| 10 \| \| 5 \| Russland \| 3 \| 7 \| 2 \| 12 \| \| 6 \| Vereinigtes Königreich \| 3 \| 2 \| 3 \| 8 \| \| 7 \| Italien \| 3 \| 1 \| 3 \| 7 \| \| 8 \| Spanien \| 3 \| 0 \| 5 \| 8 \| \| 9 \| Ungarn \| 2 \| 2 \| 2 \| 6 \| \| 10 \| Belarus \| 2 \| 0 \| 0 \| 2 \| \| 11 \| Ukraine \| 1 \| 3 \| 0 \| 4 \| \| 12 \| Finnland \| 1 \| 2 \| 2 \| 5 \| \| 13 \| Norwegen \| 1 \| 1 \| 0 \| 2 \| \| 14 \| Österreich \| 1 \| 0 \| 1 \| 2 \| \| 14 \| Griechenland \| 1 \| 0 \| 1 \| 2 \| \| 14 \| BR Jugoslawien \| 1 \| 0 \| 1 \| 2 \| \| 17 \| Island \| 1 \| 0 \| 0 \| 1 \| \| 17 \| Portugal \| 1 \| 0 \| 0 \| 1 \| \| 17 \| Slowakei \| 1 \| 0 \| 0 \| 1 \| \| 20 \| Tschechien \| 0 \| 1 \| 1 \| 2 \| \| 21 \| Kroatien \| 0 \| 1 \| 0 \| 1 \| \| 21 \| Dänemark \| 0 \| 1 \| 0 \| 1 \| \| 21 \| Irland \| 0 \| 1 \| 0 \| 1 \| \| 21 \| Lettland \| 0 \| 1 \| 0 \| 1 \| \| 21 \| Litauen \| 0 \| 1 \| 0 \| 1 \| \| 21 \| Niederlande \| 0 \| 1 \| 0 \| 1 \| \| 27 \| Belgien \| 0 \| 0 \| 1 \| 1 \| \| 27 \| Bulgarien \| 0 \| 0 \| 1 \| 1 \| \| 28 \| Gesamtl \| 43 \| 43 \| 43 \| 129 \| | Medaillenspiegel(Endstand nach 43 Entscheidungen) \| Platz \| Land \| Gold \| Silber \| Bronze \| Gesamt \| \| ----- \| ---------------------- \| ---- \| ------ \| ------ \| ------ \| \| 1 \| Deutschland \| 5 \| 11 \| 9 \| 25 \| \| 2 \| Rumänien \| 5 \| 1 \| 4 \| 10 \| \| 3 \| Frankreich \| 4 \| 4 \| 3 \| 11 \| \| 4 \| Polen \| 4 \| 2 \| 4 \| 10 \| \| 5 \| Russland \| 3 \| 7 \| 2 \| 12 \| \| 6 \| Vereinigtes Königreich \| 3 \| 2 \| 3 \| 8 \| \| 7 \| Italien \| 3 \| 1 \| 3 \| 7 \| \| 8 \| Spanien \| 3 \| 0 \| 5 \| 8 \| \| 9 \| Ungarn \| 2 \| 2 \| 2 \| 6 \| \| 10 \| Belarus \| 2 \| 0 \| 0 \| 2 \| \| 11 \| Ukraine \| 1 \| 3 \| 0 \| 4 \| \| 12 \| Finnland \| 1 \| 2 \| 2 \| 5 \| \| 13 \| Norwegen \| 1 \| 1 \| 0 \| 2 \| \| 14 \| Österreich \| 1 \| 0 \| 1 \| 2 \| \| 14 \| Griechenland \| 1 \| 0 \| 1 \| 2 \| \| 14 \| BR Jugoslawien \| 1 \| 0 \| 1 \| 2 \| \| 17 \| Island \| 1 \| 0 \| 0 \| 1 \| \| 17 \| Portugal \| 1 \| 0 \| 0 \| 1 \| \| 17 \| Slowakei \| 1 \| 0 \| 0 \| 1 \| \| 20 \| Tschechien \| 0 \| 1 \| 1 \| 2 \| \| 21 \| Kroatien \| 0 \| 1 \| 0 \| 1 \| \| 21 \| Dänemark \| 0 \| 1 \| 0 \| 1 \| \| 21 \| Irland \| 0 \| 1 \| 0 \| 1 \| \| 21 \| Lettland \| 0 \| 1 \| 0 \| 1 \| \| 21 \| Litauen \| 0 \| 1 \| 0 \| 1 \| \| 21 \| Niederlande \| 0 \| 1 \| 0 \| 1 \| \| 27 \| Belgien \| 0 \| 0 \| 1 \| 1 \| \| 27 \| Bulgarien \| 0 \| 0 \| 1 \| 1 \| \| 28 \| Gesamtl \| 43 \| 43 \| 43 \| 129 \| |
| Platz | Land | Gold | Silber | Bronze | Gesamt |
| --- | --- | --- | --- | --- | --- |
| 1 | Deutschland | 5 | 11 | 9 | 25 |
| 2 | Rumänien | 5 | 1 | 4 | 10 |
| 3 | Frankreich | 4 | 4 | 3 | 11 |
| 4 | Polen | 4 | 2 | 4 | 10 |
| 5 | Russland | 3 | 7 | 2 | 12 |
| 6 | Vereinigtes Königreich | 3 | 2 | 3 | 8 |
| 7 | Italien | 3 | 1 | 3 | 7 |
| 8 | Spanien | 3 | 0 | 5 | 8 |
| 9 | Ungarn | 2 | 2 | 2 | 6 |
| 10 | Belarus | 2 | 0 | 0 | 2 |
| 11 | Ukraine | 1 | 3 | 0 | 4 |
| 12 | Finnland | 1 | 2 | 2 | 5 |
| 13 | Norwegen | 1 | 1 | 0 | 2 |
| 14 | Österreich | 1 | 0 | 1 | 2 |
| 14 | Griechenland | 1 | 0 | 1 | 2 |
| 14 | BR Jugoslawien | 1 | 0 | 1 | 2 |
| 17 | Island | 1 | 0 | 0 | 1 |
| 17 | Portugal | 1 | 0 | 0 | 1 |
| 17 | Slowakei | 1 | 0 | 0 | 1 |
| 20 | Tschechien | 0 | 1 | 1 | 2 |
| 21 | Kroatien | 0 | 1 | 0 | 1 |
| 21 | Dänemark | 0 | 1 | 0 | 1 |
| 21 | Irland | 0 | 1 | 0 | 1 |
| 21 | Lettland | 0 | 1 | 0 | 1 |
| 21 | Litauen | 0 | 1 | 0 | 1 |
| 21 | Niederlande | 0 | 1 | 0 | 1 |
| 27 | Belgien | 0 | 0 | 1 | 1 |
| 27 | Bulgarien | 0 | 0 | 1 | 1 |
| 28 | Gesamtl | 43 | 43 | 43 | 129 |